# Strigosella circinata
Strigosella circinata là một loài thực vật có hoa trong họ Cải. Loài này được Botsch. miêu tả khoa học đầu tiên.